# Карл II (ерцхерцог на Австрия)
Вижте пояснителната страница за други личности с името Карл II.
Карл II Франц Австрийски (на немски: Karl II Franz von Innerösterreich; * 3 юни 1540, Виена; † 10 юли 1590, Грац) е от 1564 г. до смъртта си ерцхерцог на Австрия и управлява във Вътрешна Австрия (Щирия, Крайна и Каринтия).

## Произход и младини
Той произлиза от фамилията Хабсбург и е третият син на римско-немския крал и по-късен император Фердинанд I (1503 – 1564) и на Анна Ягелонина (1503 – 1547), която умира, когато той е на шест години.
Карл пътува като млад из Свещената Римска империя, Италия и Испания. Баща му разделя Хабсбургските наследствени земи. Най-големият му брат Максимилиан II получава само короната на Бохемия и Унгария и Ерцхерцогство Долна Австрия, Фердинанд (II) получава Горна Австрия (с Тирол), и най-малкият Карл, 12-о дете от 15-те деца, херцогствата Щирия(марк), Каринтия, Крайн и Графство Горица. Всичките синове са ерцхерцози на всичките наследствени земи и претенденти.
Баща му го предлага за жених на английската кралица Елизабет I, но преговорите през 1559 – 1560 г. и отново през 1564 – 1568 г. са безуспешни. Също желанието за женитба с Мария Стюарт (1563/1564) няма успех.

## Управление
На 24 години, през 1564 г., малко преди смъртта на баща му Фердинанд, Карл отива в дадените му владения и започва да управлява. Той е католик и довежда йезуитите в страната.
Заради турските войни той основава през 1579 г. крепостта Карлщат (Карловац).

### Меценат
Карл помага на изкуството и науката, особено на композитора Орландо ди Ласо. През 1573 г. той основава Академичната гимназия в Грац, а през 1585 г. Грацки университет.
От 1587 г. (завършен през 1612 г.) той построява бароков-мавзолей в манастир Зекау в Щирия. Той е погребан на 31 октомври 1590 г. в гробницата.

## Брак и деца
Карл се жени на 26 август 1571 г. за своята баварска племенница принцеса Мария Ана Баварска (1551 – 1608), дъщеря на херцог Албрехт V от Бавария и Анна Австрийска, втората дъщеря на император Фердинанд I. Двамата имат 15 деца:
1. Фердинанд (*/† 1572)
2. Анна (1573 – 1598) ∞ 1592 Сигизмунд III Васа, крал на Полша
3. Мария Кристина (1574 – 1621), 1612 абатеса на Хал ин Тирол ∞ 1595 – 1599 Сигизмунд Батори, велик княз на Трансилвания (Зибенбюрген)
4. Катарина Рената (1576 – 1595), сгодена с Ранучо Фарнезе, херцог на Парма (1569 – 1622)
5. Елизабет (1577 – 1586)
6. Фердинанд II (1578 – 1637), император на Свещена римска империя
  1. ∞ Анна Мария Баварска (1574 – 1616)
  2. ∞ Елеонора Гонзага (1598 – 1655)
7. Карл (1579 – 1580)
8. Грегория Максимилиана (1581 – 1597), сгодена с Филип III от Испания
9. Елеонора (1582 – 1620), дама в манастир Хал ин Тирол
10. Максимилиан Ернст (1583 – 1616), ерцхерцог
11. Маргарета (1584 – 1611) ∞ 1599 крал Филип III от Испания
12. Леополд V Фердинанд, ерцхерцог (1586 – 1632)
13. Констанца Австрийска (1588 – 1631) ∞ 1602 крал Сигизмунд III от Швеция и Полша от род Васа
14. Мария Магдалена ∞ 1608 Козимо II Медичи, великхерцог на Тоскана
15. Карл Йозеф, Постум (1590 – 1624), Велик магистър на Тевтонския орден (1618 – 1624) и епископ на Бреслау (1608 – 1624) и Бриксен (1613 – 1624)

- Портрети на децата
- Анна
- Мария Христина
- Катарина Рената
- Фердинанд II
- Грегория Максимилиана
- Максимилиан Ернст
- Маргарета
- Елеонора
- Леополд V Фердинанд
- Констанца Австрийска
- Мария Магдалена Австрийска (1589 – 1631)
- Карл Йозеф

## Наследници
Понеже Карл се жени късно (на 31 години), и неговият първороден син умира, а вторият му син Фердинанд II при смъртта му е още малолетен, неговият братовчед Ерцхерцог Ернест Австрийски, тогава щатхалтер в Долна Австрия, поема опекунството и регентството във Вътрешна Австрия.

- Гисант на Карл и Ана – „мавзолей на Хабсбургите“, абатство Зекау
- Гисант от „мавзолей на Хабсбургите“, абатство Зекау